# Adam Arkapaw
Adam Arkapaw (Bowral, ...) è un direttore della fotografia australiano.

## Biografia
Nasce e cresce a Bowral, nel Nuovo Galles del Sud. Nel 2006 si laurea all'università di Melbourne in cinema e televisione. Il suo punto di riferimento stilistico è il regista iraniano Majid Majidi.
Dopo una gavetta in numerosi documentari e cortometraggi negli anni duemila, Arkapaw si fa notare lavorando a una serie di film australiani come Animal Kingdom (2010) di David Michôd, Snowtown (2011) di Justin Kurzel e Lore (2012) di Cate Shortland. Per tutti e tre i film ottiene una candidatura all'AACTA Award per la miglior fotografia, mentre nel 2011 la rivista  Variety lo inserisce nella sua lista dei "10 direttori della fotografia da tenere d'occhio".
Nel 2013 è il direttore della fotografia della miniserie televisiva diretta da Jane Campion Top of the Lake - Il mistero del lago, che gli vale un Creative Arts Emmy Award per la miglior fotografia in un film TV o una miniserie. Nel 2014 vince un secondo Emmy (miglior fotografia per una serie single-camera), per la serie televisiva targata HBO True Detective, di cui cura la fotografia di tutti gli episodi della prima stagione della serie. La sequenza che gli vale il premio è un long take di ben sei minuti presente nel climax dell'episodio Cani sciolti, che, progettato e provato per mesi, ha richiesto oltre un giorno e mezzo per essere girato senza errori.
Nel 2015, Arkapaw cura la fotografia del film sportivo di Niki Caro McFarland, USA e torna a lavorare con Kurzel in Macbeth. Lo stesso anno, la American Society of Cinematographers gli assegna lo Spotlight Award per Macbeth, mentre riceve dall'Australian Academy of Cinema and Television Arts il premio onorario Byron Kennedy per i suoi contributi all'industria cinematografica australiana. L'anno seguente collabora nuovamente con Kurzel in Assassin's Creed e cura la fotografia de La luce sugli oceani di Derek Cianfrance. Nel 2019 vince per la prima volta l'AACTA alla migliore fotografia col film di Michôd Il re.

### Vita privata
Dal 2012 al 2015 ha avuto una relazione con l'attrice statunitense Elisabeth Moss, conosciuta sul set di Top of the Lake - Il mistero del lago. È sposato con la direttrice della fotografia statunitense Autumn Durald, con cui ha avuto un figlio.

## Filmografia

### Direttore della fotografia

#### Cortometraggi
- The Road Not Taken, regia di Ruby Hamad (2004)
- In the Shadows, regia di Jessica Leski (2005)
- The City Eats Its Weak, regia di Sasha Whitehouse (2005)
- Invisible, regia di Jonathan Murray (2006)
- Booth Story, regia di Kasimir Burgess e Edwin McGill (2006)
- End of Town, regia di Julius Avery (2006)
- Anne & Richard, regia di Christine Rogers (2006)
- Songs for Running Away, regia di Jessica Leski (2007)
- Podlove: Our Brilliant Second Life, regia di Shelley Matulick – documentario (2007)
- I Love Sarah Jane, regia di Spencer Susser (2008)
- Jerrycan, regia di Julius Avery (2008)
- Little Wings, regia di Polly Staniford (2008)
- Wanderlust/Wanderlost, regia di Keri D. Light (2008)
- Dissection, regia di Callum Cooper (2008)
- Ahmad's Garden, regia di Aaron Wilson (2008)
- Directions, regia di Kasimir Burgess (2008)
- Love Apples, regia di Ali Kasap (2008)
- 27, regia di Jordan Molloy (2009)
- The Last Supper, regia di Angus Sampson (2009)
- Jen in the Painting, regia di Matthew Aveiro (2009)
- Apricot, regia di Ben Briand (2009)
- Foreign Parts, regia di Michael Cody (2010)
- Bear, regia di Nash Edgerton (2011)
- Dumpy Goes to the Big Smoke, regia di Mirrah Foulkes (2012)
- The Apprentice, regia di Steve Baker e Damon Escott (2014)

#### Lungometraggi
- We Will Be Remembered for This, regia di David Schmidt – documentario (2007)
- Road to Palestine, regia di Adam Arkapaw e Michael Weatherhead – documentario (2008)
- Blind Company, regia di Alkinos Tsilimidos (2009)
- Animal Kingdom, regia di David Michôd (2010)
- Return to Gaza, regia di Michael Weatherhead – documentario (2010)
- The Ball, regia di Jessica Leski – documentario (2010)
- Snowtown, regia di Justin Kurzel (2011)
- Lore, regia di Cate Shortland (2012)
- McFarland, USA, regia di Niki Caro (2015)
- Macbeth, regia di Justin Kurzel (2015)
- La luce sugli oceani (The Light Between Oceans), regia di Derek Cianfrance (2016)
- Assassin's Creed, regia di Justin Kurzel (2016)
- Light of My Life, regia di Casey Affleck (2019)
- Il re (The King), regia di David Michôd (2019)
- The Order, regia di Justin Kurzel (2024)

#### Televisione
- Top of the Lake - Il mistero del lago (Top of the Lake) – serie TV, 7 episodi (2013)
- True Detective – serie TV, 8 episodi (2014)
- Flesh and Bone – miniserie TV, 1 puntata (2015)
- Masters of the Air – miniserie TV, 4 puntate (2024)

### Regista
- Catch Fish – cortometraggio (2006)
- Road to Palestine – documentario (2008)

### Sceneggiatore
- Catch Fish – cortometraggio (2006)

## Premi e riconoscimenti
- Premi Emmy
  - 2013 – Miglior fotografia in una miniserie o film TV per la prima puntata di Top of the Lake - Il mistero del lago
  - 2014 – Miglior fotografia in una serie single-camera per l'episodio Capitolo quattro: Cani sciolti di True Detective
- AACTA Awards
  - 2006 – Candidato per la miglior realizzazione in un cortometraggio
  - 2010 – Candidato per la miglior fotografia per Animal Kingdom
  - 2012 – Candidato per la miglior fotografia per Snowtown
  - 2013 – Candidato per la miglior fotografia per Lore
  - 2014 – Miglior fotografia televisiva per l'episodio 5 di Top of the Lake - Il mistero del lago
  - 2015/II – Byron Kennedy Award
  - 2019 – Miglior fotografia per Il re
- American Society of Cinematographers
  - 2016 – Spotlight Award per Macbeth
- British Independent Film Awards
  - 2015 – Candidato per il miglior contributo tecnico (fotografia) per Macbeth